# 草薙川
草薙川（くさなぎがわ）は、静岡県静岡市清水区を流れる二級河川。
巴川中流部の右岸支流の一つである。

## 地理
清水区草薙の南端、日本平にほど近い有度山北側に源を発する。 
上流域の河道は、コンクリートブロックにより直線的に整備されており、ゴルフ場敷地内を北に向かって横切る。 
中流域では草薙団地、草薙神社の東を抜け、草薙神社通り沿いに流下する。その際、繰り返し蛇行する様子が見られる。 

## 化石の発見
2019年（令和元年） 5 月、草薙川左岸法面の13万年前頃の地層で、ナウマンゾウ切歯の化石が発見された。 
ほぼ完全な状態で発見され、保存状態も良かったため、学術的価値の高いものと考えられている。

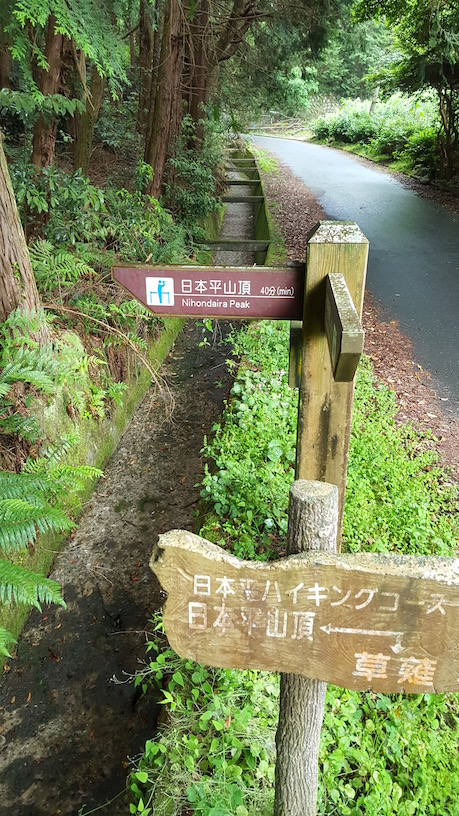
草薙川上流（清水区草薙）

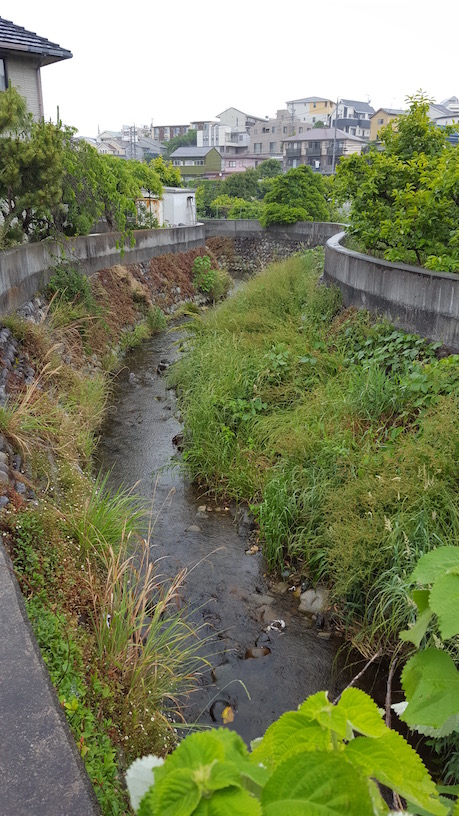
蛇行する草薙川中流（清水区草薙）